# 台湾関係記事の一覧
台湾関係記事の一覧（たいわんかんけいきじのいちらん）は、ウィキペディアに収録されている台湾、およびに1949年以降の中華民国に関連する記事をジャンルごとに一覧にしたものである。

## 台湾一般
- 在日台湾人
- 台湾
- 台湾人
- 台湾系アメリカ人
- 台湾民族主義
- 中華民国

## 政治

### 内政
- 三民主義
- 台湾行政区人口順位表
- 中華民国憲法
- 中華民国総統選挙
- 中華民国の国歌
- 中華民国の国旗
- 中華民国国旗歌
- 中華民国の政治
- 中華民国の文化的制度
- 民国紀元
- 通用拼音
- 注音符号
- 繁体字
- 全民健康保険
- 統一発票
- プロジェクト:注音符号

### 外交・国際関係
- 親華派
- 台湾問題
- 台湾地位未定論
- 台湾有事
- 台湾共和国
- 一つの中国
- 台湾正名運動
- 台湾独立運動
- 日華平和条約
- 民主太平洋連盟
- 謝謝台湾計画
- 台湾人民對東日本大震災之援助
- 台北経済文化代表処
- 尖閣諸島問題
- 日本李登輝友の会
- 中華民国とバチカンの関係

### 国防・軍事
- 黄埔軍官学校
- 中華民国国軍
- 全民国防
- 全民国防教育法
- F-CK-1 (航空機)
- CM11
- 31式60ミリ迫撃砲

### 政策

#### 中華民国政府の政策
- 開発独裁
- 十大建設 (台湾)
- 肥料換穀

#### 旧台湾総督府時代の政策
- 共通法
- 皇民化
- 国家神道
- 台湾語仮名
- 台湾ニ施行スヘキ法令ニ関スル法律
- 土地調査事業
- 理蕃政策

### 政党・政治団体
- 公民党 (台湾)
- 新党 (台湾)
- 親民党
- 真理党 (台湾)
- 制憲連盟
- 全国民主非政党連盟
- 台湾学生社
- 台湾共産党
- 台湾共産党 (2008年)
- 台湾慧行志工党
- 台湾建国党
- 台湾建国聯盟
- 台湾工党
- 台湾吾党
- 台湾団結連盟
- 台湾再解放連盟
- 台湾人民社会主義同盟
- 台湾独立建国連盟
- 台湾緑党
- 台湾労働党
- 中華社会民主党
- 中国国民党
- 中国人権促進党
- 中国民衆党
- 中国民主社会党
- 中国民主進歩党
- 中国民主正義党
- 日本李登輝友の会
- 農民党 (台湾)
- 富民党
- 保衛中華大同盟
- 民主進歩党
- 無党団結聯盟
- 泛藍連盟
- 泛緑連盟
- 台湾基進
- 時代力量
- 台湾民衆党

## 行政

### 行政・教育機関

#### 中華民国政府の行政・教育機関
- 中華民国総統
- 台北駐日経済文化代表処
- 台湾大学
- 国立台湾師範大学
- 台湾鉄路管理局(→「鉄道機関」の節参照)
- 中央研究院
- 中華学校
- 監察院
- 行政院
- 中華民国総統府
- 行政院長
- 中華民国の警察

#### 旧台湾総督府の行政・教育機関
- 旧外地の高等教育機関
- 台北帝国大学
- 台湾総督府
- 日本統治時代の台湾の師範教育機関
- 日本統治時代の台湾の高等教育機関

### 行政区分

#### 現行行政区分
- 台湾行政区人口順位表(→「内政」の節参照)
- 台湾の行政区分
- 中華民国の行政区分
- 直轄市 (中華民国)
- 台湾省
- 嘉義県
- 嘉義市
- 花蓮県
- 宜蘭県
- 基隆市
- 金門県
- 彰化県
- 新竹県
- 新竹市
- 台中県
- 台中市
- 新北市（旧台北県）

永和市、淡水鎮
- 台北市

北投区、松山区
- 台東県
- 台南県
- 台南市
- 高雄県
- 高雄市
- 桃園県

桃園市、中壢市、八徳区、楊梅鎮
- 南投県

鹿谷郷
- 屏東県
- 苗栗県
- 澎湖県
- 連江県

#### 旧行政区分
- 花蓮港庁
- 新竹州
- 台中州
- 台東庁
- 台北州
- 台南州
- 高雄州
- 澎湖庁

## 経済
- 台湾の活鰻
- ニュー台湾ドル（New Taiwan dollar）
- 台銭

## 地理（地名）・施設名

### 地名
- 鵝鑾鼻
- 九份
- 金門島
- 玉山 (台湾)
- 尖閣諸島
- 太平島
- 台湾海峡
- 中央山脈
- 中興新村
- 東沙諸島
- 南威島
- バシー海峡
- 馬祖島
- パラセル諸島
- 澎湖諸島
- 陽明山
- 蘭嶼
- 天母
- 西門町
- 迪化街

#### 河川
- 愛河
- 烏渓
- 基隆河
- 花蓮渓
- 高屏渓
- 秀姑巒渓
- 新店渓
- 曽文渓
- 大安渓
- 大漢渓
- 大甲渓
- 濁水渓
- 立霧渓
- 淡水河
- 八掌渓
- 卑南渓
- 蘭陽渓

### 施設名
- 空港(→「交通インフラ」の節参照)
- 凱達格蘭大道
- 光華商場
- 台北国際金融センター
- 瀧乃湯 (台湾)
- 中正紀念堂
- 普済寺 (台北市)
- 北投温泉
- 龍山寺
- 孔子廟
- 圓山大飯店
- 台北101
- 西門紅楼
- 台北植物園
- 撫台街洋楼
- 百齢河浜公園
- 林森公園
- 桃園市立陸上競技場

### 美術館・博物館
- 国立故宮博物院
- 台北当代芸術館
- 台北之家
- 阿マの家 平和と女性人権館
- 国軍歴史文物館
- 国立国父紀念館
- 国立台湾博物館
- 北投温泉博物館
- 郵政博物館 (台北市)
- 台北故事館

## 歴史
- 台湾の歴史
- 先史時代 (台湾)
- オランダ統治時代の台湾
- 鄭氏政権 (台湾)
- 清朝統治時代の台湾
- 台湾民主国
- 日本統治時代の台湾
- 中国国民党による一党独裁時代の台湾
- 総統民選期の中華民国
- 外地
- 黄埔軍官学校(→「国防・軍事」の節参照)
- 七家湾遺跡
- 下関条約
- 台北大空襲
- 台湾議会設置運動
- 台湾神宮
- 台湾共和国臨時政府
- 台湾銀行
- 台湾出兵
- 台湾人日本兵
- 台湾正名運動(→「外交・国際関係」の節参照)
- 台湾問題(→「外交・国際関係」の節参照)
- 高砂義勇隊
- 認識台湾
- 裨海記遊
- 東番記
- 台北城
  - 北門
  - 東門
  - 南門
  - 小南門
  - 西門
- 台湾の神社

### 事件
- 西来庵事件
- 陳玉璽事件
- 二・二八事件
- 六一二事件
- 霧社事件
- 美麗島事件
- 千島湖事件
- 台湾日本人女子大生殺人事件

## 企業・民間団体

### 製造業
- キムコ
- 国瑞汽車
- ジャイアント・マニュファクチャリング
- 味王
- メリダ・インダストリー
- ユナリ
- 一芝軒企業 (ICS)
- 中国鋼鉄

### 電力・エネルギー
- 台湾中油

### 運輸
- 台湾日通

### コンピュータ・半導体関連
- クアンタ・コンピュータ
- ダイアローグ・テクノロジー
- ALi
- ASUS
- GIGABYTE
- IGS (台湾企業)
- SiS
- ULi
- VIA Technologies
- XGI Technology Inc.

### メディア・マスコミ
- 台湾国際放送
- 中央日報 (機関紙)

### サービス業
- 菊元百貨店
- 中華郵政
  - 台北郵局
- 統一超商

## 運輸・交通

### 交通インフラ
台湾の交通

### 道路
- 台湾の高速道路
- 高速道路1号 (台湾)
- 国道2号 (台湾)
- フォルモサ高速公路
- 国道3号甲線
- 国道4号 (台湾)
- 北宜高速公路
- 国道6号 (台湾)
- 国道8号 (台湾)
- 国道10号 (台湾)
- 雪山トンネル

### 航空
- 台湾桃園国際空港
- 台北松山空港

### 鉄道
- 自強号
- 対号列車
- 台湾の鉄道
- 莒光号
- 冷気柴客

#### 鉄道機関
- 台湾鉄路管理局
- 台湾高速鉄道
- 捷運
  - 台北捷運
  - 桃園捷運
  - 台中捷運
  - 高雄捷運

#### 鉄道路線
※各路線の駅名については、駅順ではなく全て五十音順で表記。
- 東部幹線
- 西部幹線
  - 縦貫線
    - 北段
      - 板橋駅 (新北市)、新竹駅、台北駅、南港駅、中壢駅、桃園駅 (台湾鉄路管理局)、富岡駅 (桃園県)、内壢駅、埔心駅、楊梅駅、竹南駅

    - 南段
      - 大橋駅 (台南県)、岡山駅 (高雄市)、嘉義駅、台南駅、新左営駅、高雄駅
- 南廻線
- 平渓線
- 内湾線
- 集集線
  - 源泉駅、車埕駅、集集駅、水里駅、濁水駅、龍泉駅
- 阿里山森林鉄路
- 阿里山線

#### 捷運
- 台北捷運文山線
- 台北捷運内湖線
- 台北捷運淡水線
  - 台北捷運新北投支線
- 台北捷運信義線
- 台北捷運中和線
- 台北捷運新莊線
  - 台北捷運蘆洲支線
- 台北捷運新店線
  - 台北捷運小碧潭支線
- 台北捷運小南門線
- 台北捷運松山線
- 台北捷運板南線
- 台北捷運土城線
- Category:台北捷運の鉄道駅
- 機場捷運
- 高雄捷運紅線
- 高雄捷運橘線
- Category:高雄捷運の駅

#### 廃線
- 深澳線
- 新店線 (台湾鉄路管理局)
- 新北投線 (台湾鉄路管理局)
- 淡水線 (台湾鉄路管理局)

### 航空
- エバー航空
  - ユニー航空
- チャイナエアライン
  - マンダリン航空
  - タイガーエア台湾
- トランスアジア航空
  - V エア
- ファーイースタン航空
- 日本アジア航空
- エアーニッポン

### 海運
- 有村産業

## 社会

### 台湾社会
- 外省人
- 華僑
- 省籍矛盾
- 台湾語
- 客家人の一覧
- 閩南語
- 本省人
- 媽祖
- 洗門風

### 台湾原住民
- 台湾原住民
- 高山族
- 平埔族
- タイヤル族
- タオ族
- パイワン族
- タロコ族
- セデック族
- アミ族
- ブヌン族
- プユマ族
- サイシャット族
- サオ族
- クバラン族
- サキザヤ族
- ツォウ族
- カナカナブ族
- サアロア族
- ルカイ族
- ケタガラン族
- バブザ族
- パゼッヘ族
- シラヤ族

## 文化

### 食文化
- 愛玉子
- 烏龍茶
- カラスミ
- サバヒー
- 太陽餅
- 台湾料理
- 茶
- 東方美人
- 臭豆腐
- ビーフン
- 鳳梨酥
- ちまき
- 油条
- かき氷
- 台湾素食

#### 果物
- マンゴー
- レンブ
- グアバ
- レイシ
- スターフルーツ
- パッションフルーツ
- 釈迦頭

#### 酒
- 台湾の日本酒
- 台湾ビール

### 映画・演劇
- 台湾ニューシネマ
- 台湾金馬奨
- 珈琲時光
- 歌仔戯

### スポーツ・芸能

#### 野球
- アジアシリーズ
- 台湾職業棒球大聯盟
- 中華職業棒球大聯盟
- 兄弟エレファンツ
- 興農ブルズ
- 米迪亜ティー・レックス
- 中信ホエールズ
- 統一セブンイレブン・ライオンズ
- La Newベアーズ

#### バスケットボール
- 超級籃球聯賽

#### サッカー
- 中華民国サッカー協会
- インターシティフットボールリーグ
- サッカーチャイニーズタイペイ女子代表
- サッカーチャイニーズタイペイ代表

#### ゲーム
- 台湾棋院
- 名人戦 (台湾)

### 芸能関連
- メイデイ
- F.I.R.
- F4
- S.H.E
- 黒渋会美眉
- テレサ・テン
- By2
- 透明雜誌

### 小説・漫画・テレビ番組等
- あすなろ白書
- アウトサイダー〜闘魚〜
- 部屋においでよ 來我家吧〜Come to My place〜
- エーゲ海の恋
- 悪男宅急電 (エクスプレス・ボーイ)
- 国性爺合戦
- 新ゴーマニズム宣言スペシャル・台湾論
- 台湾ドラマ
- 天安門 (小説)
- 山田太郎ものがたり 貧窮貴公子
- 何日君再来
- ピーチガール 蜜桃女孩〜Peach Girl〜
- ラベンダー
- 流星花園 花より男子

### サブカルチャー
- 華流
- 台流
- 茶さん
- 哈台族
- 哈日族

### 美術
美術館・博物館は#美術館・博物館参照。

### コンピューターゲーム
- 形意拳 (ゲーム)（英語版）

## 人名

### 歴史上の人物
- 鄭成功

### 政治家
- 高金素梅
- 黄文雄 (政治家)
- 厳家淦
- 謝長廷
- 蔣介石
- 蔣経国
- 施明徳
- 宋楚瑜
- 孫運璿
- 孫文
- 趙小蘭
- 陳水扁
- 馬英九
- 李登輝
- 廖文毅
- 林森
- 連戦
- 呂秀蓮

### 学者
- 李遠哲
- 葉聰明

### 実業家
- ジェリー・ヤン

### 作家（漫画家を含む）・評論家
- 邱永漢
- 金美齢
- 黄文雄 (評論家)
- 史明
- 謝雅梅
- 陳舜臣
- 鄭問
- 唐靉
- 柏楊
- 哈日杏子
- REI (イラストレーター)
- RIVER (漫画家)

### 文化人
- 周俊勲（囲碁棋士）
- 張栩 （囲碁棋士）
- 林海峰（囲碁棋士）

### 音楽家
- 江文也
- 邱幸儀
- 信楽団（ロックバンド）

### 芸能人
- アイビー・チェン
- インリン
- 伍佰
- 欧陽菲菲
- カリーナ・ラム
- 金城武
- 言承旭
- 呉建豪
- シャドウ・リュウ
- 周杰倫
- 周渝民
- 朱孝天
- スー・チー
- 張惠妹
- 張震嶽
- ジュディ・オング
- チェン・ボーリン
- テレサ・テン
- 一青妙
- 一青窈
- ビビアン・スー
- ブリジット・リン
- 林強
- 林志穎
- 林志玲
- 蘇芮

### スポーツ選手
- 王建民 (野球)
- 王貞治 (野球)
- 郭源治 (野球)
- 郭泰源 (野球)
- 姜建銘 (野球)
- 許銘傑 (野球)
- 呉昌征 (野球)
- 荘勝雄 (野球)
- 大豊泰昭 (野球)
- 張誌家 (野球)
- 陳偉殷 (野球)
- 陽仲壽 (野球)
- 陽耀勲 (野球)
- 林威助 (野球)
- 林英傑 (野球)
- 呂明賜 (野球)

### 映画監督
- アン・リー
- エドワード・ヤン
- 侯孝賢

### 日本時代の人物
- 明石元二郎
- 安藤利吉
- 伊沢修二
- 磯永吉
- 樺山資紀
- 児玉源太郎
- 後藤新平
- 佐久間左馬太
- 田健治郎
- 鳥居龍蔵
- 新渡戸稲造
- 八田與一

### その他
- 呉連義
- 蔣方良
- 馬偕

## 一覧記事
- 台湾関係記事の一覧
- 元号一覧 (台湾)
- 台湾の都市の一覧
- 台湾古跡一覧
- 台湾歴史建築百景
- 台湾の人物一覧
- 日本で著名な台湾人一覧
- 台湾の俳優の一覧
- 台湾出身のメジャーリーグベースボール選手一覧
- 中華職業棒球大聯盟個人タイトル獲得者一覧
- 台湾の政党一覧
- 行政院長
- 行政院副院長
- 中華民国の在外機構の一覧
- 台湾海軍艦艇一覧
- 台湾の企業一覧
- 台湾の銀行の一覧
- 台湾関連の書籍一覧
- 台湾の野鳥一覧
- 台湾の地震一覧
- 台湾の新聞の一覧
- Category:台湾の学校一覧
- 台湾の国民小学一覧の一覧
- 台湾の高級中学一覧
- 台湾の技術型高級中等学校一覧
- 台湾の大学一覧
- 台北市の国民小学一覧
- 台北市の国民中学一覧
- 台北市の幼稚園一覧
- 旧制中等教育学校の一覧 (日本統治時代の台湾)
- 台湾バス事業者一覧
- 台北聯営バス路線一覧
- 台湾の鉄道駅一覧
- 台湾糖業鉄道の旅客駅一覧
- 台湾の書院の一覧
- 台湾の河川の一覧
- 台湾の神社の一覧
- 台湾の温泉地一覧

## その他
- 台湾協会学校（拓殖大学の前身）
- ウメ
- 済公会
- 台湾ラーメン
- 台湾大地震
- 北投石
- Big5
- Taiwan Today